# Estación Kitanada

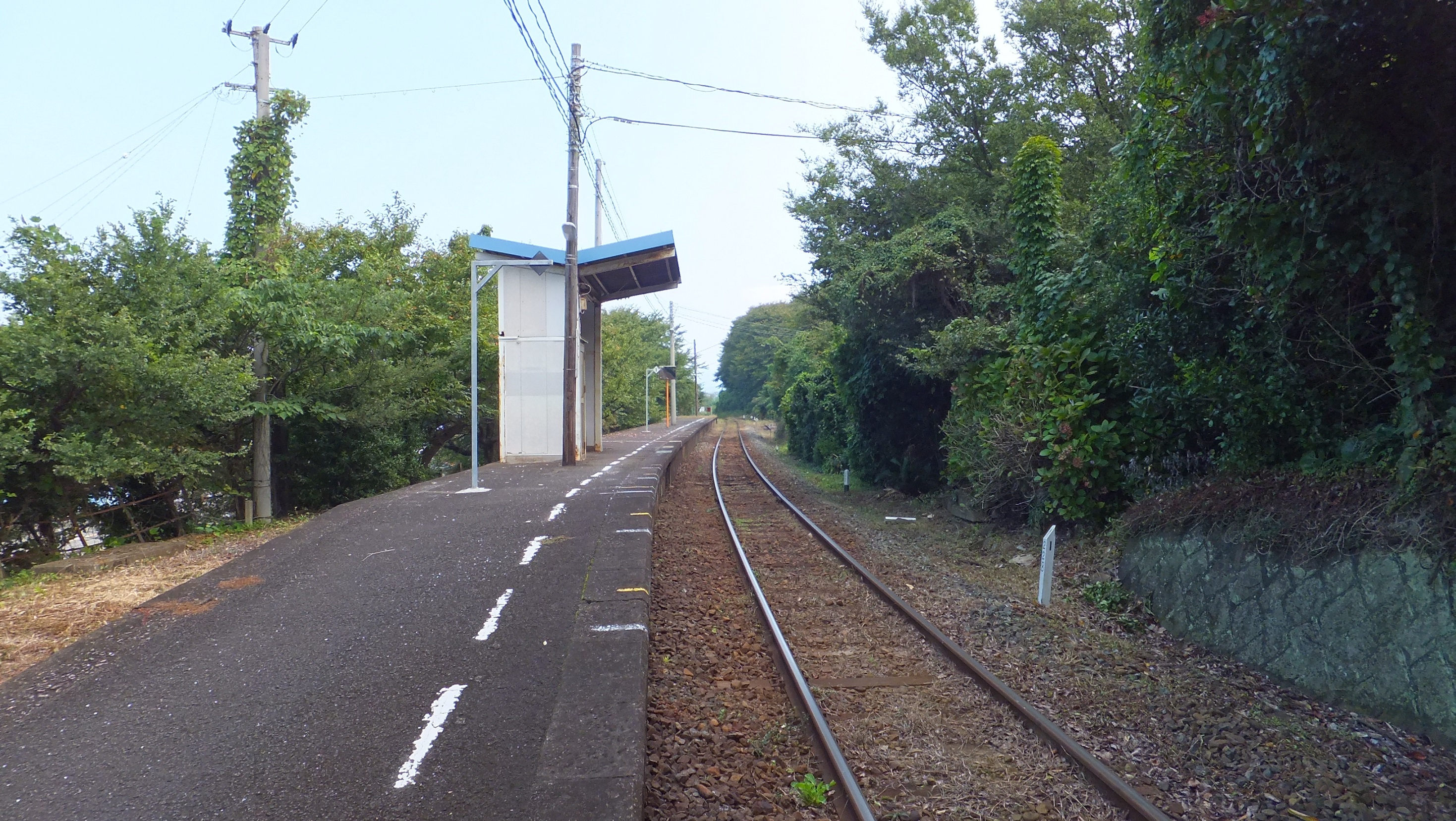
Andén y refugio de la estación Kitanada

La estación Kitanada (喜多灘駅 Kitanada-eki?) es una estación de la línea Yosan de la Japan Railways que se encuentra en la ciudad de Oozu de la prefectura de Ehime. El código de estación es el "S11".

## Estación de pasajeros
Cuenta con una plataforma, la cual posee un único andén (andén 1). Es una estación sin personal y la venta de boletos está terciarizada.
Al momento de su inauguración la plataforma contaba con dos andenes, pero tras la habilitación del ramal Uchiko (内子線 Uchiko-sen?) la cantidad de servicios se redujo considerablemente. Por esta razón se procedió a eliminar el andén del lado del mar.
Esta estación está ubicada en una pendiente, en la que no se pudo construir el edificio de la estación por no haber lugar suficiente. En cambio, se lo construyó más abajo y para acceder a él hay que utilizar una escalera con una pendiente muy pronunciada desde el andén. Pero incluso así, el edificio de la estación fue eliminado y se colocó en su lugar un baño público.
Por el hecho de estar ubicada en una zona alta, desde el andén se puede ver el mar Interior de Seto.

### Andén
| 1 | ● Línea Yosan | Hacia Iyo, Matsuyama, Hōjō, Imabari, Nyūgawa y Saijō (solo servicios comunes) |
| 1 | ● Línea Yosan | Hacia Nagahama, Yawatahama y Uwajima (solo servicios comunes)                 |

## Alrededores de la estación
- Ruta Nacional 378

## Historia
- 1935: el 6 de octubre se inaugura la estación Kitanada en simultáneo con el tramo que se extendía entre las estaciones Shimonada e Iyonagahama (en su momento fue la única estación intermedia).
- 1986: el 3 de marzo en simultáneo con la inauguración del ramal Uchiko, los servicios rápidos dejaron de circular por la estación.
- 1987: el 1° de abril pasa a ser una estación de la división Ferrocarriles de Pasajeros de Shikoku de la Japan Railways.

## Estación anterior y posterior
- Línea Yosan 
  - Estación Kushi (S10)  <<  Estación Kitanada (S11)  >>  Estación Iyonagahama (S12)